# Chapelle Saint-Blaise de Truyes
Pour les articles homonymes, voir Église Saint-Blaise.
La chapelle Saint-Blaise est une ancienne chapelle sur la commune de Truyes, dans le département d'Indre-et-Loire, en France.
Construite au XIIe siècle, partiellement rachetée par la commune de Truyes en 1982, elle est inscrite comme monument historique français en 1995.

## Localisation
La chapelle est située sur le rebord du coteau de la vallée de l'Indre, sur sa rive droite, en limite de la commune d'Esvres. Elle se trouve en bordure de la D 943, ancienne N 143, percée dans les années 1770 sous le nom de « route royale du Berry » (de Tours à Châteauroux). Cette partie de la commune est habitée depuis le Néolithique.

## Histoire
Elle semble construite au XIIe siècle mais cette datation repose, en l'absence de sources écrites, sur l'examen de ses caractéristiques architecturales. Elle est alors construite sur un terrain appartenant au sacristain de l'abbaye Saint-Paul de Cormery.
Elle subit d'importants remaniements au XVe siècle lorsque plusieurs de ses fenêtres sont murées. Vendue comme bien national à la Révolution française en 1791, elle est alors séparée en deux lots par un mur de refend et les deux parties passent entre les mains de plusieurs propriétaires successifs.
Sa partie occidentale et la tour sont acquises par la commune de Truyes en 1982, l'ensemble est restauré en 1986 et accueille depuis 1987 des expositions et des manifestations culturelles. Un arrêté du 10 octobre 1995 inscrit la chapelle au titre des monuments historiques.

## Architecture et décor

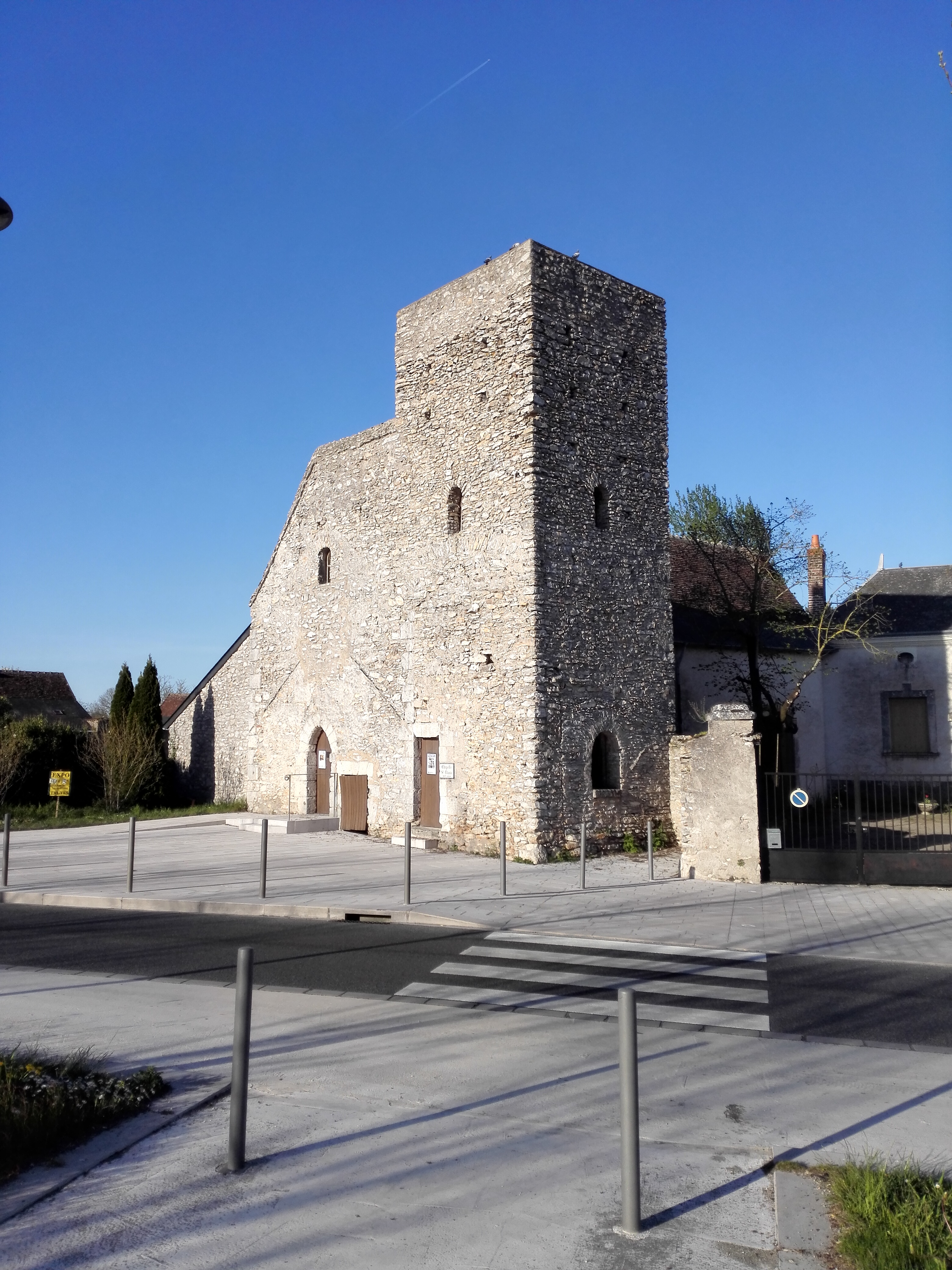
Vue générale (sud-ouest).

Le bâtiment, à nef unique, mesure 11 × 4 m. Il est construit en petit appareil irrégulier de meulière, mais les angles des murs sont chaînés de pierres de plus grande taille. La nef se termine à l'est par une abside semi-circulaire dont les baies sont murées. Son architecture austère ne s'accompagne d'aucune décoration ou ornementation particulière. Seule la porte en plein cintre percée dans la façade ouest est romane ; les autres ouvertures sont du XIXe siècle.
La nef est flanquée au sud-ouest d'une tour haute d'un peu plus de 14 m faisant office de clocher, construite dans le même appareil que la nef. Sa restauration effectuée en 1986 prévoyait que cette tour serait couronnée par une toiture à quatre pans, ce qui n'a pas été réalisé.

## Pour approfondir